# Sophie av Frankrike

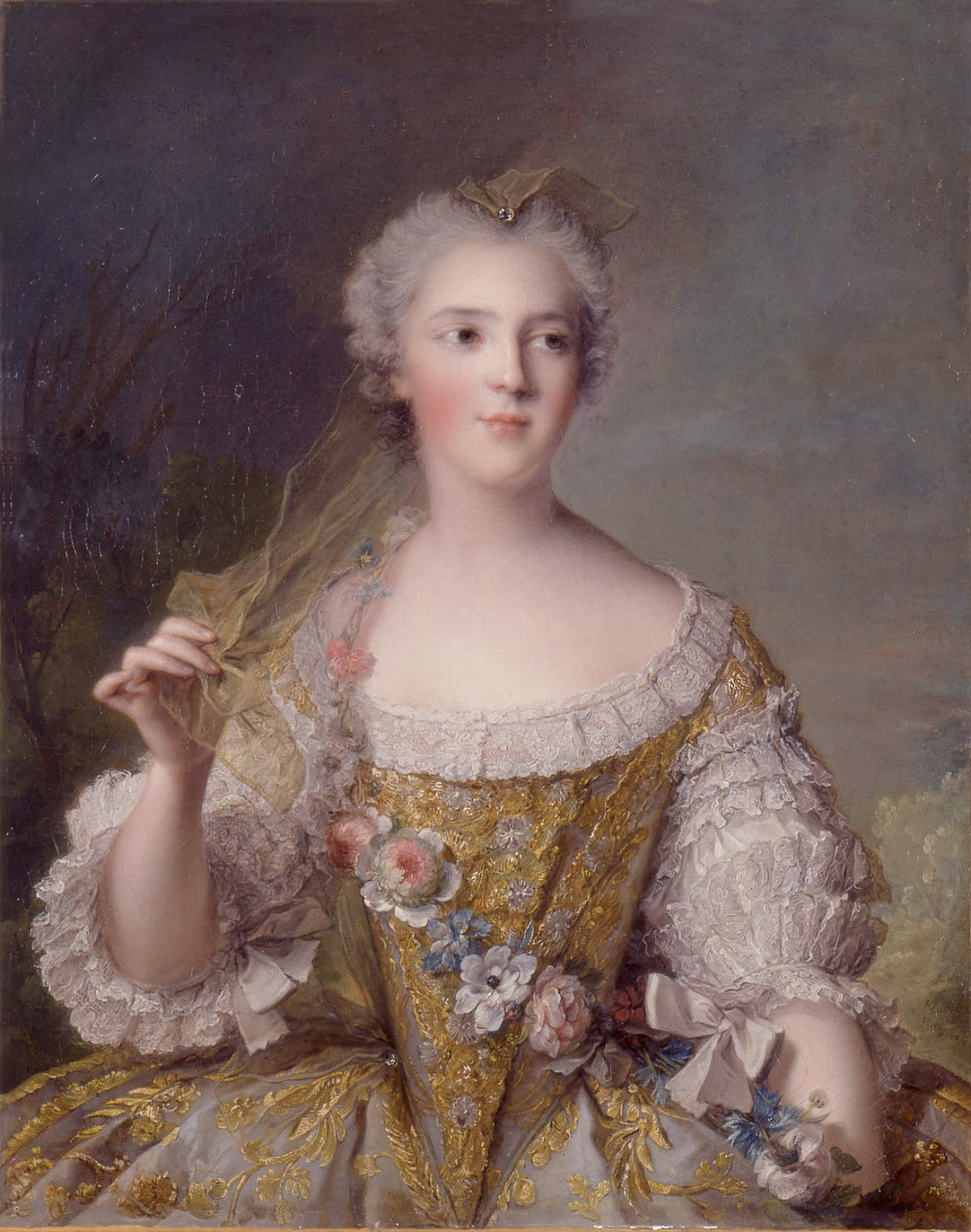
Sophie av Frankrike (1748)

Sophie Philippine Élisabeth Justine av Frankrike, född 27 juli 1734, död 2 mars 1782, var en fransk prinsessa, dotter till kung Ludvig XV av Frankrike och Marie Leszczyńska. Känd som Madame Sixième och senare som Madame Sophie.

## Biografi
Sophie blev liksom Ludvig XV:s övriga fyra yngsta döttrar från år 1738 av ekonomiska skäl uppfostrad i Fontevraudklostret. 
År 1750 fick hon tillsammans med sin yngre syster Louise återvända till hovet. Systrarna hade fått en dålig skolning i klostret, men studerade ivrigt vid sin återkomst. Hon gifte sig aldrig. Hon beskrivs som reserverad, tystlåten och tillbakadragen. Det uppges att hennes blyghet endast släppte vid åska, då hon var känd för att reagera kraftigt. Fadern kallade henne Graille. Hon tog inga personliga initiativ och anses inte ha utövat något individuellt inflytande vid hovet.   
Vid hovet bildade hon tillsammans med sina systrar den grupp som kollektivt kallades Mesdames, och som blev kända för sina hovintriger mot sin far kungens mätresser, Madame de Pompadour och Madame du Barry. Vid hovet bildade hon tillsammans med sina systrar den grupp som kollektivt kallades Mesdames, och som blev kända för sina hovintriger mot sin far kungens mätresser, Madame de Pompadour och Madame du Barry. När deras brorson kronprins Ludvig år 1770 gifte sig med Marie-Antoinette försökte Mesdames tillsammans att påverka Marie Antoinette att medverka i sin kampanj mot Madame du Barry, vilket slutligen misslyckades 1772 och ledde till en brytning mellan Mesdames och Marie-Antoinette. 
När Ludvig XV insjuknade i smittkoppor 1774 vårdades han till sin död av Mesdames, som själva fick men tillfrisknade från sjukdomen. Systrarnas brorson Ludvig XVI tillät Mesdames att behålla sin våning vid hovet, men de miste sitt inflytande och tillbringade sin mesta tid på sitt eget slott Bellevue. År 1776 fick hon gemensamt med sina systrar titeln hertiginna av Louvois. Tillsammans företog de många resor omkring Frankrike, vilka kritiserades för sina höga omkostnader. 
Vid sin död 1782 bad hon sin syster Louise, som var karmeliternunna, att be för henne.